# Judy Chu
Pour les articles homonymes, voir Chu.
Judy Chu, née le 7 juillet 1953 à Los Angeles, est une femme politique américaine. Membre du Parti démocrate, elle est représentante de la Californie au Congrès des États-Unis depuis 2009, première femme sino-américaine à être élue à la législature fédérale.

## Biographie

### Carrière politique
Chu est élue au Board Member for the Garvey School District  de Rosemead en 1985. En 1988, elle est élue au conseil municipal de Monterey Park. Elle est candidate en 1994 pour l'Assemblée de l'État de Californie mais perd la primaire démocrate face à Diane Martinez ; en 1998, elle perd à nouveau la primaire pour l'investiture au profit de Gloria Romero.
Élue au Sénat de l'État de Californie de 2001 à 2006 pour le 49e district, elle est élue au California State Board of Equalization — organe de collection des taxes et impôts dans l'État — pour le 4e district de 2007 à 2009.
Judy Chu est élue à la Chambre des représentants lors d'une élection partielle déclenchée à la suite de la nomination de d'Hilda Solis en tant que secrétaire au Travail des États-Unis. Élue d'abord dans le 32e district, elle représente à partir de 2013 le 27e district qui regroupe Pasadena et Alhambra. Ces deux districts situées dans la vallée de San Gabriel comportent une forte proportion d'Asio-Américains et sont largement acquis aux démocrates.

### Vie privée
Son mari Mike Eng (en) est également une personnalité politique, conseiller municipal puis maire de Monterey Park de 2004 à 2005. Il lui succède dans le 49e district sénatorial de l'État après son élection à la Chambre fédérale, jusqu'en 2012.

## Historique électoral

### Chambre des représentants des États-Unis
| Année | Judy Chu | Républicain | Libertarien |
| ----- | -------- | ----------- | ----------- |
| Année |          |             |             |
| 2009  | 61,67 %  | 33,12 %     | 5,21 %      |
| 2010  | 71,04 %  | 28,96 %     | —           |
| 2012  | 63,98 %  | 36,02 %     | —           |
| 2014  | 59,36 %  | 40,64 %     | —           |
| 2016  | 67,42 %  | 32,58 %     | —           |
| 2018  | 79,2 %   | —           | —           |
| 2020  | 69,8 %   | 30,2 %      | —           |
| 2022  | 66,2 %   | 33,8 %      | —           |